# KC Veszprém

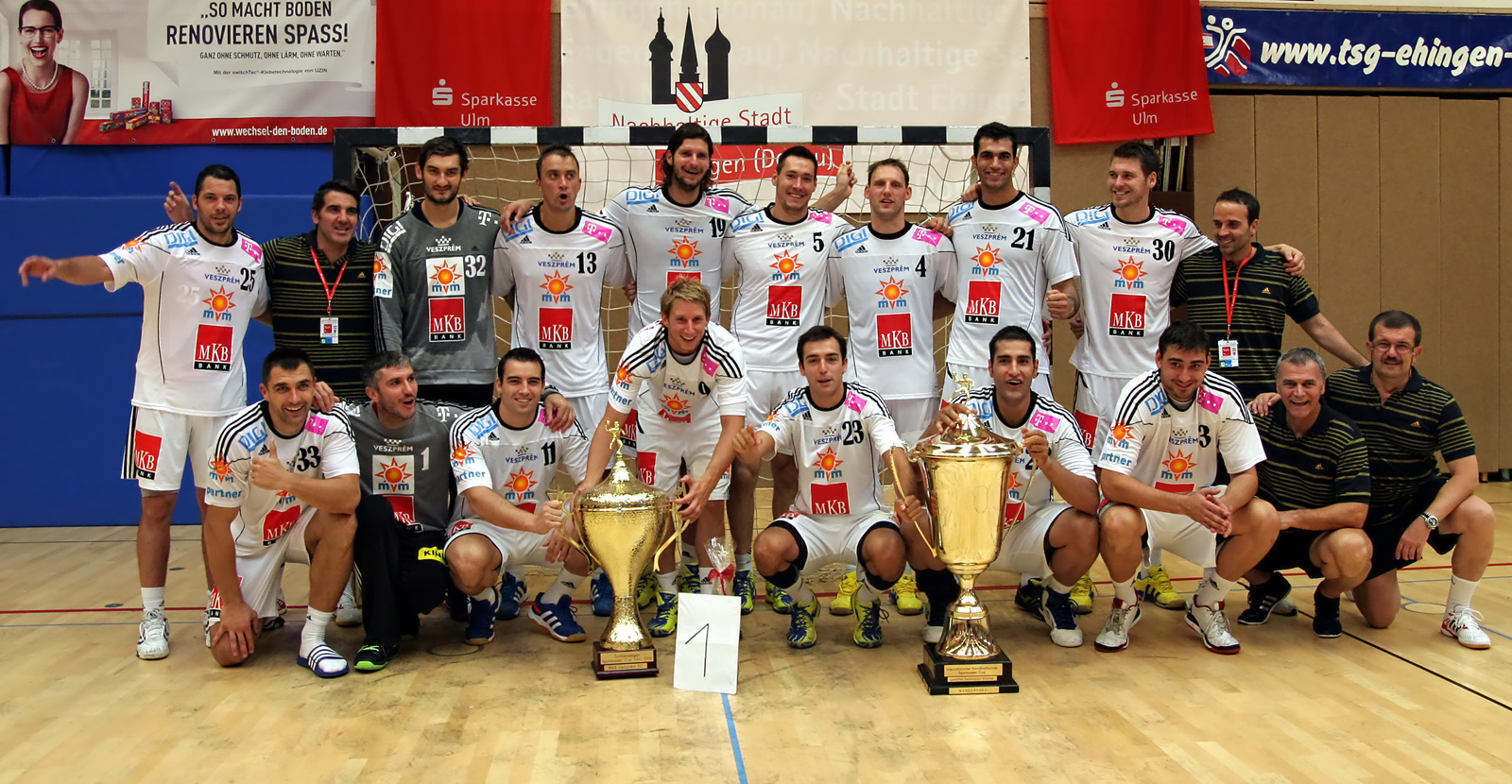
Il Veszprém dopo il double nazionale del 2013.

Il KC Veszprém, conosciuto anche come ONE Veszprém per motivi di sponsorizzazione, è una squadra di pallamano ungherese avente sede a Veszprém.

È stata fondata nel 1977.

Nella sua storia ha vinto 27 Titoli di Ungheria, 30 Coppe d'Ungheria, 2 Coppe delle Coppe e 2 SEHA League.

Disputa le proprie gare interne presso la Veszprém Aréna di Veszprém la quale ha una capienza di 5.096 spettatori.

## Palmarès

### Titoli nazionali
- Campionato ungherese: 29

1985, 1986, 1991-92, 1992-93, 1993-94, 1994-95, 1996-97, 1997-98, 1998-99, 2001-02, 2002-03, 2003-04, 2004-05, 2005-06, 2007-08, 2008-09, 2009-10, 2010-11, 2011-12, 2012-13, 2013-14, 2014-15, 2015-16, 2016-17, 2018-19, 2022-23, 2023-24, 2024-25
- Coppa d'Ungheria: 31

1984, 1988, 1988-89, 1989-90, 1990-91, 1991-92, 1993-94, 1994-95, 1995-96, 1997-98, 1998-99, 1999-00, 2001-02, 2002-03, 2003-04, 2004-05, 2006-07, 2008-09, 2009-10, 2010-11, 2011-12, 2012-13, 2013-14, 2014-15, 2015-16, 2016-17, 2017-18, 2020-21, 2021-22, 2022-23, 2023-24

### Titoli internazionali
- Coppa delle Coppe: 2

1991-92, 2007-08
- SEHA League: 5

2014-15, 2015-16, 2019-20, 2020-21, 2021-22
- IHF Super Globe: 1

2024

## Rosa 2025-2026

### Giocatori
| N° | Naz.                | Ruolo | Sportivo           | Anno |  |  |
| -- | ------------------- | ----- | ------------------ | ---- |  |  |
| 1  | Svezia (bandiera)   | P     | Michael Appelgren  | 1989 |  |  |
| 2  | Brasile (bandiera)  | T     | Thiagus Petrus     | 1989 |  |  |
| 5  | Croazia (bandiera)  | T     | Ivan Martinović    | 1998 |  |  |
| 9  | Francia (bandiera)  | A     | Hugo Descat        | 1992 |  |  |
| 12 | Spagna (bandiera)   | P     | Rodrigo Corrales   | 1991 |  |  |
| 15 | Egitto (bandiera)   | T     | Ahmed Hesham       | 2000 |  |  |
| 16 | Ungheria (bandiera) | P     | Nándor Győri       | 2005 |  |  |
| 21 | Islanda (bandiera)  | A     | Bjarki Már Elísson | 1990 |  |  |
| 23 | Ungheria (bandiera) | T     | Patrik Ligetvári   | 1996 |  |  |
| 24 | Slovenia (bandiera) | A     | Gašper Marguč      | 1990 |  |  |
| 25 | Croazia (bandiera)  | T     | Luka Cindrić       | 1993 |  |  |
| 34 | Ungheria (bandiera) | A     | Adam Dopjera       | 2007 |  |  |
| 29 | Francia (bandiera)  | T     | Nedim Remili       | 1995 |  |  |
| 32 | Francia (bandiera)  | A     | Yanis Lenne        | 1996 |  |  |
| 39 | Egitto (bandiera)   | T     | Yehia El Deraa     | 1995 |  |  |
| 46 | Serbia (bandiera)   | PV    | Dragan Pechmalbec  | 1996 |  |  |
| 80 | Egitto (bandiera)   | PV    | Ahmed Adel         | 1994 |  |  |
| 90 | Egitto (bandiera)   | T     | Ali Zein           | 1990 |  |  |
| 98 | Ungheria (bandiera) | T     | János Dániel Barna | 2006 |  |  |

### Staff
- Allenatore:  Xavier Pascual Fuertes
- Vice allenatore:  Antonio García
- Preparatore dei portieri:  Arpad Šterbik
- Preparatore atletico:  Péter Kőrösi

## Fonti e bibliografia
- Pagina informativa del club sul sito www.les-sports.info, su les-sports.info.